# Francisco Danvila y Collado
Francisco Danvila y Collado (Valencia, 29 de enero de 1829-Madrid, 18 de junio de 1898) fue un escritor y periodista español.

## Biografía
Nacido el 29 de enero de 1829 en Valencia, en 1848 publicaba el semanario El Iris y en 1849 La Cartera. Después fue redactor de El Valenciano y colaborador de Las Provincias. Cultivó también la literatura dramática, además de interesarse en estudios históricos y arqueológicos. Falleció el 18 de junio de 1898 en Madrid.